# Lipotactes vietnamicus
Lipotactes vietnamicus är en insektsart som beskrevs av Andrej Vasiljevitj Gorochov 1993. Lipotactes vietnamicus ingår i släktet Lipotactes och familjen vårtbitare. Inga underarter finns listade i Catalogue of Life.